# Yahya Abdul-Mateen II
Yahya Abdul-Mateen II (Nova Orleães, 15 de julho de 1986) é um arquiteto e ator norte-americano, filho de pai islâmico e mãe cristã. 
É conhecido pela participação nas séries The Get Down e Watchmen, além dos filmes Baywatch (2017), The Greatest Showman (2017), Aquaman (2018) e Candyman (2021). Ele também estrelou um episódio das séries The Handmaid's Tale e Black Mirror.
Pelo seu papel de Doutor Manhattan na Minissérie Watchmen, Yahya recebeu diversos elogios da crítica especializada e lhe rendeu a primeira indicação e vitória na categoria “Melhor Ator Coadjuvante em Minissérie ou Telefilme” no Emmy de 2020.

## Carreira
Em 2016, Abdul-Mateen começou sua carreira de ator com a série dramática musical de Baz Luhrmann, The Get Down, que estreou na Netflix. Seu personagem Clarence "Cadillac" Caldwell é um príncipe do mundo disco.  Ele foi elogiado por seu desempenho na série.
Em 2017, Abdul-Mateen apareceu no filme dramático de Shawn Christensen, The Vanishing of Sidney Hall, no papel de Duane. Ele estreou no Festival de Cinema de Sundance de 2017. 
Abdul-Mateen interpretou o policial, Garner Ellerbee, no filme de comédia e ação Baywatch, junto com Dwayne Johnson e Zac Efron, e dirigido por Seth Gordon. O filme foi lançado em 25 de maio de 2017. Ele também interpretou WD Wheeler, um parceiro acrobata corpo a corpo inteligente, no filme musical The Greatest Showman (2017), que também estrelou Efron, bem como com Hugh Jackman, Michelle Williams e Zendaya, sobre o showman americano PT Barnum.
Em 2018, ele estrelou o filme de drama de viagem Boundaries, ao lado de Vera Farmiga e Christopher Plummer, dirigido e escrito por Shana Feste;  e interpretou o vilão da DC Comics Arraia Negra no filme Aquaman, que começou a ser rodado em maio de 2017 na Austrália. Em 2018, Abdul-Mateen foi escalado para um papel de flashback como o pai da personagem principal no filme de terror Us, dirigido por Jordan Peele, que foi lançado em março de 2019.
Em fevereiro de 2019, foi confirmado que Abdul-Mateen estava em negociações para estrelar o reboot de Candyman, produzido por Jordan Peele, como personagem-título, com direção de Nia DaCosta. O trailer de Candyman foi lançado em 27 de fevereiro de 2020, e o filme foi lançado nos cinemas em 27 de agosto de 2021.
Em março de 2019, foi anunciado que Abdul-Mateen estava no elenco da quinta temporada de Netflix de ficção científica antologia série Black Mirror.  Mais tarde naquele ano, ele interpretou Cal Abar, conhecido como Doutor Manhattan, na minissérie dramatica de super-heróis da HBO Watchmen,  que lhe rendeu seu primeiro prêmio Emmy de Melhor Ator Coadjuvante em uma Série Limitada ou Especial em setembro de 2020.
Abdul-Mateen vai estrelar em seguida o papel de Morpheus no próximo filme The Matrix Resurrections. O filme está programado para ser lançado em 22 de dezembro de 2021.

## Filmografia

### Filmes
| Ano  | Filme                        | Papel                     |
| ---- | ---------------------------- | ------------------------- |
| 2012 | Crescendo                    | Yahya                     |
| 2017 | The Vanishing of Sidney Hall | Duane Jones               |
| 2017 | Baywatch                     | Sargento Garner Ellerbee  |
| 2017 | The Greatest Showman         | W.D. Wheeler              |
| 2018 | First Match                  | Darrel                    |
| 2018 | Boundaries                   | Serge                     |
| 2018 | Aquaman                      | David Kane / Arraia Negra |
| 2019 | Us                           | Russel Thomas / Weyland   |
| 2019 | Sweetness in the Belly       | Aziz                      |
| 2020 | All Day and a Night          | Big Stunna                |
| 2020 | The Trial of the Chicago 7   | Bobby Seale               |
| 2021 | Candyman                     | Anthony McCoy             |
| 2021 | The Matrix Resurrections     | Morpheus                  |
| 2022 | Ambulance                    |                           |
| 2022 | Aquaman and the Lost Kingdom | David Kane / Arraia Negra |

### Televisão
| Ano       | Título              | Papel                        | Notas                       |
| --------- | ------------------- | ---------------------------- | --------------------------- |
| 2016–2017 | The Get Down        | Clarence "Cadillac" Caldwell | 11 episódios                |
| 2018      | The Handmaid's Tale | Omar                         | Episódio: "Baggage"         |
| 2019      | Black Mirror        | Karl                         | Episódio: "Striking Vipers" |
| 2019      | Watchmen            | Cal Abar                     | 8 episódios                 |
| 2025      | Wonder Man          | Simon Williams / Magnum      | Original Disney+            |